# Davey Johnson
David Allen Johnson, ameriški bejzbolist in upravnik, * 30. januar 1943, Orlando, Florida.
Med svojimi igralskimi dnevi je bil član moštva Baltimore Orioles, ki je med letoma 1965 in 1972 štirikrat igralo na Svetovni seriji in na njej tudi dvakrat zmagalo. Štirikrat je igral na Tekmi vseh zvezd, trikrat pa je dobil Zlato rokavico. Igral je še za moštva Atlanta Braves (1973-1975), Yomiuri Giants (1975-1976), Philadelphia Phillies (1977-1978) in Chicago Cubs (1978).
Njegov največji uspeh v vlogi upravnika je zmaga na Svetovni seriji leta 1986 z moštvom New York Mets. Leta 1997 je ekipo Baltimore Orioles vodil do naslova Vzhodne divizije Ameriške lige, za svoje delo pa je tudi prejel naziv Upravnik leta Ameriške lige. Kasneje je upravljal še moštvo Los Angeles Dodgers.
25. junija 2011 je dva dni po nepričakovanem odstopu Jima Riggelmana postal upravnik moštva Washington Nationals. Medtem, ko je bila sezona 2012 še vedno na vrhuncu, je svoje pretežno mlado moštvo le nekaj tednov pred koncem presenetljivo privedel vse do najboljšega izkupička zmag v Glavni bejzbolski ligi. 